# Graphania unica
Graphania unica är en fjärilsart som beskrevs av Walker 1856. Graphania unica ingår i släktet Graphania och familjen nattflyn. Inga underarter finns listade i Catalogue of Life.